# جرقيرغز
جرقيرغز هي بلدة في مقاطعة يكباغ في ولاية قشقداريا في أوزبكستان.